# الزواجر عن اقتراف الكبائر
الزواجر عن اقتراف الكبائر للإمام ابن حجر الهيتمي (ت 974هـ) كتاب في التزكية والوعظ، بين فيه مؤلفه الكبائر وما يتعلق بها من أحكام وزجر ووعد ووعيد.

## سبب تصنيف الكتاب
يقول ابن حجر الهيتمي في مقدمة الكتاب:

## أقسام الكتاب
- مُقَدِّمَةٍ فِي تَعْرِيفِ الْكَبِيرَةِ وَمَا وَقَعَ لِلنَّاسِ فِيهِ وَفِي عَدِّهَا وَمَا يَتَعَلَّقُ بِذَلِكَ.
- الباب الْأَوَّلُ: فِي الْكَبَائِرِ الْبَاطِنَةِ وَمَا يَتْبَعُهَا مِمَّا لَيْسَ لَهُ مُنَاسَبَةٌ بِخُصُوصِ أَبْوَابِ الْفِقْهِ.
- الباب الثَّانِي: فِي الْكَبَائِرِ الظَّاهِرَةِ. ورتب هَذِهِ عَلَى تَرْتِيبِ أَبْوَابِ فقه الشَّافِعِيَّةِ، لِمَا فِي ذَلِكَ مِنْ تَيْسِيرِ الْكَشْفِ عَلَيْهَا فِي مَحَالِّهَا، وَأَمَّا تَفَاصِيلُ مَرَاتِبِهَا فُحْشًا وَقُبْحًا فأشار إلَيْهِ فِي كُلٍّ مِنْهَا بِذِكْرِ مَا يَدُلُّ عَلَيْهِ وَيَهْدِي إلَيْهِ.
- خَاتِمَةٍ فِي ذِكْرِ فَضَائِلِ التَّوْبَةِ. وَأَمَّا ذِكْرُ شُرُوطِهَا وَمُتَعَلِّقَاتهَا فذَكَره فِي بَابِ الشَّهَادَاتِ.
- فِي ذِكْرِ النَّارِ وَصِفَاتِهَا وَمَا اشْتَمَلَتْ عَلَيْهِ مِنْ أَنْوَاعِ الزَّوَاجِرِ وَالْعِقَابِ الْأَلِيمِ.
- فِي ذِكْرِ الْجَنَّةِ وَصِفَاتِهَا وَمَا اشْتَمَلَتْ عَلَيْهِ مِنْ أَنْوَاعِ الْمَفَاخِرِ وَالثَّوَابِ وَالنَّضْرَةِ وَالنَّعِيمِ، لِيَكُونَ ذَلِكَ مِنْ آكِدِ الدَّوَاعِي إلَى اجْتِنَابِ الْكَبَائِرِ الْمُؤَدِّي ارْتِكَابُ بَعْضِهَا بِحَسَبِ الْمَشِيئَةِ الْإِلَهِيَّةِ إلَى الدُّخُولِ إلَى ذَلِكَ السَّعِيرِ، وَمُقَاسَاةِ مَا لَهُ مِنْ الْحَمِيمِ وَالشَّهِيقِ وَالزَّفِيرِ، وَاجْتِنَابُهَا إلَى الْفَوْزِ بِذَلِكَ النَّعِيمِ الْمُقِيمِ، وَالْحُلُولِ فِي رِضْوَانِ اللَّهِ الْأَكْبَرِ ذَلِكَ الْفَوْزُ الْعَظِيمُ.[2]